# Grad Santa Severina
Castello di Santa Severina, tudi Castello Carafa ali Castello di Roberto il Guiscardo, je grad iz 11. stoletja v Santa Severini v italijanski regiji Kalabrija.
Kompleks se razprostira na približno 10.000 m2 in dominira nad široko dolino reke Neto in gričevjem mejne grofije Crotone, ki meji na mesto Crotone. Sestavljen je iz stolpa s kvadratnim tlorisom in štirimi valjastimi stolpi na straneh gradu, obdan pa je s štirimi bastijoni, ki štrlijo iz stolpov.

## Zgodovina

### Izvor
Območje Santa Severina se ni vedno imenovalo tako. Prvotno se je imenoval Siberene. Razlog za spremembo imena ni znan, obstajata pa dve hipotezi: latinizacija imena v Severiana ali Severina, pri čemer so Bizantinci po ponovni osvojitvi mesta leta 886 dodali pripono »Santa«, ali »Santa Severina«, ki so jo častili že Bizantinci in ji posvetili svoj novi dom.
To območje je zelo staro. Od bronaste do železne dobe je tam živelo staroselsko prebivalstvo, ki je verjetno pripadalo plemenu Oinorijcev, nato grško-italsko prebivalstvo in kasneje rimsko. Območje so od leta 840 do 885/886 naselili tudi Arabci, ki je postalo »Kastron«, vojaški kompleks, ki je bil sestavljen tudi iz verskih stavb.

### Normansko obdobje
V 11. stoletju so Normani, ki so veljali za barbare in bojevnike, pohlepne po bogastvu in moči, prispeli v Italijo in tamkajšnji gospodje so jih rekrutirali kot plačance, da bi branili južno Italijo pred Saraceni. Normanska moč in poznavanje Italije sta se povečala, potem ko so služili Langobardom in se borili skupaj z Bizantinci. Te izkušnje so jim pomagale bolje spoznati položaj v Italiji, zlasti v zvezi z obrambo in stopnjo pripravljenosti državnih vojsk, proti ali za katere so se borili.
V manj kot stoletju so Normani osvojili ozemlja Langobardov in obalnih kneževin, predvsem po zaslugi treh sinov Tancreda iz Hautevilla, ki so izhajali iz plemiške vikinške družine, majhnega fevda v Normandiji.
Siberne je ostal bizantinsko mesto do leta 1076, leta, ko je Robert Guiscard, tretji Tankredov sin, prejel investituro v vojvodini Apuliji in Kalabriji, ki je vključevala grad. Potem ko je bilo mesto bizantinsko skoraj dve stoletji, je bilo mestno prebivalstvo v celoti grško, zato je prišlo do postopnega združevanja civilnega, vojaškega in sčasoma cerkvenega sistema, kar je zagotovilo, da so se grški obredi ohranili dolgo časa.
Robert Guiscard je ukazal zgraditi grad na vrhu skale, iz katere se je dvigal zid, ki je varno in varno obdajal naselje. Leta 1076 je Robert Guiscard dal zgraditi utrdbo, katere ostanke so našli šele pred kratkim.

### Obdobje hiše Anžu
Po bitki pri Beneventu leta 1266 je Karel I. Anžujski osvojil Sicilsko kraljestvo; ukazal je, da Santa Severina in njene posesti postanejo državna last. To bi onemogočilo prihodnjo dodelitev, vendar ni bilo tako: pozabil je na svojo obljubo in območje dodelil nekemu Pessinu di Villeryju. Zaradi odpora prebivalcev Santa Severine Pessino di Villery ni dobil v posest fevd in je bil prisiljen predati vso oblast Pietru Ruffu, grofu Catanzara, za 1200 unč zlata. Niti grof Catanzaro ni dobil v last fevd Santa Severina.
Anžujska hiša je zaslužna za posodobitev gradu: zgradili so velike, valjaste stolpe in štiri zavese, ki obdajajo utrdbo. S tem je bil grad zaradi svoje mogočne arhitekture primerljiv z najmasovnejšimi evropskimi utrdbami tistega časa.

### Obdobje Aragonske hiše
Leta 1444 je Santa Severina videla prihod Aragonske hiše in oblast v rokah Alfonza V., imenovanega Il Magnanimo, ki je mestu podelil številne privilegije zahvaljujoč kraljevi diplomi: veliko prošenj je prišlo neposredno od prebivalstva, s posebno dolgo prošnjo za odpust nekaterih davkov, podane pa so bile tudi druge prošnje. Tako je novi suveren prosil, naj se grad, ki se mu je zdel predrag za vzdrževanje, poruši ali oskrbuje. Alfonz V. pa se je odločil, da bo trdnjavo zapustil in poskrbel za njeno obnovo.
Alfonso V. je nasledil Ferdinanda I. Aragonskega, ki je z diplomo potrdil neodvisnost mesta in ga priznal kot organizacijo, ki temelji na učinkovitem magistratu. Mesto je raslo in s tem njegova moč na jugu. Hkrati je mladi plemič Andrea Carafa, potomec Caracciolov, pridobival vse večjo samozavest zaradi pomembne vloge, ki jo je imel v Neapeljskem kraljestvu, in zelo pomembnih nalog za Ferranteja II. leta 1525.

### Naselitev in propad Carafa
Carafa je nekaj časa hrepenel po fevdu Santa Severina, kar je bilo dovolj, da je v zakladnico plačal 9000 dukatov, da bi ga dobil v posest, čeprav je velika posest pravno pripadala Frideriku Aragonskemu po dekretu iz leta 1496. Prebivalci Santa Severine so znova branili mesto, pri čemer so se zanašali na moč avtonomnih diplom Anžujske in Aragonske hiše. Kljub temu je Carafa mesto oblegal z ekspedicijsko enoto. Obleganje je trajalo več mesecev, dokler Andrea Carafa ni prejel pomoči iz notranjosti gradu: Carafa in njegovi pajdaši so uspeli priti v grad zahvaljujoč »Mastrogiuratu«, ki jih je vodil skozi skrito ulico.
Oktobra 1506 je Santa Severina prišla pod oblast močnega fevdalca, ki se svojim podložnikom ni obotavljal pokazati, koliko je vreden: najprej je pod obtožbo Felonija zaplenil vse imetje premožnejših in bogatejših ljudi, nato pa je dal aretirati vse svoje nasprotnike in jih brez obotavljanja pobiti tako, da jih je vrgel skozi zanke v grajske ječe.
Tiranija Andree Carafe je bila huda in nedopustna; leta 1526 je umrl in ker ni imel potomcev, je fevd prešel na bratovega prvorojenca Galeota Carafo. Nečak med svojo vladavino ni nadaljeval stričeve tiranije, ampak po njegovi zaslugi je v mestu zavladala ne le nova politična klima, ampak so se vrnile tudi kulturne energije in slava prejšnjih stoletij. Mesto je doseglo bogastvo in čast, toda v tem ozračju navideznega miru, v katerem je mesto živelo, je Galeotto Carafa nakopičil velike dolgove. Po očetovi smrti leta 1556 je ljudstvo in mesto podedoval prvorojenec Andrea Carafa, ki pa se ga ni uspel polastiti, preden so mu ozemlje zaplenili, dali v stečaj in nazadnje prodali na dražbi.
Sčasoma je družina Carafa na različne načine poskušala ponovno pridobiti fevd. Prvi poskus lahko pripišemo Galeattovi ženi Geronimi Carafa (1593–1635), ki ji je z novimi dolgovi uspelo kupiti fevd za 54.800 dukatov in ga po očetovi smrti leta 1569 prenesti v roke svojega sina Vespasiana Carafe. Na žalost o vladavini Vespasiana Carafe ni veliko znanega, razen da je fevd zapustil brez naslednika, kar je pomenilo, da je ta veja družine Carafas izumrla.
S prihodom Andree Carafe je bil grad podvržen eni najimpresivnejših posodobitvenih akcij, ki je trajala dlje, kot je trajala hiša Anžu. Carafa je dal zgraditi utrdbeno obzidje okoli gradu Anžujske hiše, obzidja Belvedere, okronanih merli tribolati ('porušena obzidja'), ki jih je mogoče videti pred obzidjem in ki jih je mogoče videti tudi na standardu. Sin Galeotta Carafe, Andrea Carafa, je po drugi strani zaslužen za manjša dodatna dela na obzidju in obzidjih, njegov sin Vespasiano Carafa pa za dokončanje obzidja na območju ob novih vratih.

### Obdobje Ruffo-Sculco-Greuther
Zadnji fevdalni gospod Santa Severine je bil Gennaro Greuther. Ko je bil 2. aprila 1806 v Neapeljskem kraljestvu na ukaz Josepha Bonaparteja ukinjen fevdalni sistem, je Gennaru Greutherju ostal le naziv vojvode. Po koncu fevdalne vladavine sta grad in večina Santa Severine padla pod jurisdikcijo Cerkve do ustanovitve Kraljevine Italije leta 1860.
Po odstavitvi Greutherjev je sledilo več kot stoletje obdobje, ko o gradu ni bilo nič znanega. Od 1930-ih dalje je bil v gradu gimnazijski internat in po zaslugi vodstva visoke šole je bil rešen počasnega propadanja.
Na gradu naj bi posegli tudi Greutherji: v 18. stoletju ni bilo večje vojne škode, tako da se je grad iz vojaške utrdbe spremenil v plemiško rezidenco. Kasneje so prostore v prvem nadstropju prezidali in opremili z ravnimi stropnimi oboki, ob spiralnem stopnišču prizidali velik salon in okrasili vse prostore, zlasti salon v sredini utrdbe okoli leta 1750 slikarja Francesca Jordana.

## Opis
Vsaka večja družina, ki je živela v gradu, je v njem pustila svoj umetniški in arhitekturni pečat. Stavbe so se skozi stoletja spreminjale glede na okuse in potrebe svojih gospodarjev.
Grad je bil med letoma 1994 in 1998 deležen skrbne in natančne obnove, ki je poleg neštetih arheoloških najdb osvetlila zgodovino stavbe od njenega nastanka. Zahvaljujoč tem pomembnim študijam je bilo ugotovljeno, da je bil grad, ki so ga zgradili Normani, zgrajen neposredno nad akropolo starodavne Siberene. Pravzaprav je bila poleg bizantinske nekropole v gradu odkrita grobnica: v njej je bilo truplo s kovancem iz 3. stoletja pr. n. št. v čeljusti. pr. n. št. Lopetrone, arhitekt, ki je izvedel nekaj raziskav na gradu za Soprintendenza dei Beni culturali iz Cosenze, je zapisal:
»To je moralo biti mesto mestne akropole, obdane z ovirami, rezervirane za izvoljene in po potrebi uporabljene za druge ljudi, ki so poseljevali celotno planoto, živeli v zidanih hišah (premožni sloj) in v ogromnih umetnih jamah, kočah in drugih bivališčih, ki so bila izkopana ali delno zidana (navadni ljudje).«
Poleg tega je bila najdena prazna cisterna velikih dimenzij, ki ima banjasto obokan strop, in členjen cerkveni kompleks iz bizantinskega obdobja, ko je grad postal kastron, vojaško-verski kompleks.
Odkritih je bilo tudi nekaj najdb iz obdobja Štaufovcev, čeprav o gradu iz tega obdobja zgodovine žal ni veliko znanega: na primer relikvije, ki so jih našli v starem okroglem stolpu gradu, tiste iz prirezanega stolpa, tiste iz okroglega stolpa starega spiralnega stopnišča in tiste iz pravokotnih obzidja, ki najverjetneje izvirajo iz tega časa.
Obnovitvena dela so se po sedmih letih zaključila s slovesnostjo 23. maja 1998. V tem času so se spremenile številne tehnike obeh soprinterskih tendenc (arhitektura in kulturne dobrine). Poleg tega sta izšla dva zvezka, razdeljena na dve tematski področji.

## Muzej sodobne umetnosti
V gradu je muzej Santa Severina, kjer so razstavljene vse najdbe, odkrite med arheološkimi izkopavanji, skupaj z gradivom in arheološkimi zbirkami iz sosednjih ozemelj, kot so bronasti izdelki iz zgodnje zgodovine (15. - 8. stol. pr. n. št.). V gradu sta tudi Centro di Documentazione Studi Castelli e Fortificazioni Calabresi in MACSS, Muzej sodobne umetnosti v Santa Severini.
Preden so se v 1970-ih začela arheološka izkopavanja, je bil v gradu deški internat za približno 80 srednješolcev šole Diodato Borrelli. Internat so morali zapreti zaradi premajhnega števila učencev in krajevna uprava je razmišljala o ustanovitvi pomembne umetnostne galerije in organiziranju slikarskih razstav na državni ravni, da bi izboljšala stavbo.